# Meliwillea bivea
Meliwillea bivea (лат.) — вид безжальных пчёл, единственный в составе рода Meliwillea из трибы Meliponini семейства Apidae. Не используют жало при защите. Хотя жало у них сохранилось, но в сильно редуцированном виде. Эндемик Центральной Америки.

## Этимология
Название рода Meliwillea дано в честь доктора Альваро Вилле (Dr Alvaro Wille, Университет Коста-Рики) за его вклад в изучении безжальных пчел Meliponini. Видовое название происходит от латинского слова bivea («иметь два пути»). Такое название было выбрано потому, что при первом осмотре оказалось, что эта пчела имеет одинаково сильные родственные связи со Scaptotrigona и Partamona.

## Описание
Мелкие пчёлы, длина 5—6 мм. Цвет полностью черный, без каких-либо желтых отметин. Передний край мезоскутума со щетинками длиннее, чем на вершине (0,32 мм). Тегула и костальный склерит черноватые. Крылья прозрачно-перламутровые, с желтым оттенком; жилки такие же длинные, как на щитике, и гребневидные, особенно на переднем крае; по бокам проподеума интеркалированы с прямостоячими щетинками и птеростигмой медового цвета.

## Систематика
Meliwillea bivea это единственный вид рода Meliwillea Roubik, Lobo & Camargo, 1997 и единственный известный род пчел без жала, эндемичный для Центральной Америки. Внешняя морфология и гениталии самцов свидетельствуют о родстве Meliwillea со Scaptotrigona. Ее плезиоморфии и нынешняя симпатрия со Scaptotrigona позволяют предположить, что Meliwillea является реликтовым видом и дивергировала в горных местообитаниях в третичный период, до плейстоценовой связи между Центральной и Южной Америкой, которая позволила иммигрировать Scaptotrigona. Добавление Meliwillea в список неотропических родов изменяет филогенетическое положение Nannotrigona, делая его сродни Paratrigona, а не Scaptotrigona.

## Распространение
Неотропика: Коста-Рика, Панама.